# Cantone di Plancoët
Il Cantone di Plancoët è una divisione amministrativa dell'Arrondissement di Dinan.
A seguito della riforma approvata con decreto del 13 febbraio 2014, che ha avuto attuazione dopo le elezioni dipartimentali del 2015, è passato da 9 a 18 comuni.

## Composizione
I 9 comuni facenti parte prima della riforma del 2014 erano:
- Bourseul
- Corseul
- Créhen
- Landébia
- Languenan
- Plancoët
- Pléven
- Pluduno
- Saint-Lormel

Dal 2015 i comuni appartenenti al cantone sono i seguenti 18:
- Bourseul
- Corseul
- Créhen
- Landébia
- La Landec
- Languédias
- Languenan
- Plancoët
- Plélan-le-Petit
- Pléven
- Plorec-sur-Arguenon
- Pluduno
- Saint-Jacut-de-la-Mer
- Saint-Lormel
- Saint-Maudez
- Saint-Méloir-des-Bois
- Saint-Michel-de-Plélan
- Trébédan